# Cronologia dos esportes do Brasil
Esta é uma cronologia dos esportes do Brasil.
- 5 de setembro de 1906: A Confederação Brasileira do Tiro Esportivo é criada.
- 26 de julho de 1908: A primeira corrida de automóveis do país e da América do Sul é realizada em São Paulo entre São Paulo e Itapecerica, num percurso de 80 quilometros.[1]
- 8 de junho de 1914: O Comitê Olímpico Brasileiro é fundado.
- 20 de agosto de 1919: A Confederação Brasileira de Futebol é fundada.
- 2 de agosto de 1920: Afrânio Antônio da Costa ganha uma medalha de prata dos Jogos Olímpicos de Verão no torneio de tiros de pistola livre a 50 metros e torna-se o primeiro atleta a ganhar uma medalha em uma Olimpíada.[2] A equipe brasileira de tiros recebe a medalha de bronze no torneio olímpico de tiros de pistola livre a 50 metros.[2]
- 3 de agosto de 1920: O tenente Guilherme Paraense torna-se o primeiro brasileiro a ganhar uma medalha de ouro dos Jogos Olímpicos de Antuérpia na prova do revólver a 30 metros.[2]
- 25 de dezembro de 1933: A Confederação Brasileira de Basketball é fundada na cidade do Rio de Janeiro.
- 6 de agosto de 1932: Maria Lenk torna-se a primeira mulher do país e da América do Sul a competir em Olimpíadas, nos Jogos de Los Angeles.
- 12 de maio de 1940: O Autódromo de Interlagos é oficialmente inaugurado na cidade de São Paulo.[3]
- 23 de julho de 1952: Adhemar Ferreira da Silva conquista a medalha de ouro no salto triplo dos Jogos Olímpicos de Helsinque pela primeira vez.
- 16 de agosto de 1954: A Confederação Brasileira de Voleibol é fundada.
- 27 de novembro de 1956: Adhemar Ferreira da Silva conquista a medalha de ouro no salto triplo dos Jogos Olímpicos de Melbourne pela segunda vez.
- 23 de março de 1957: Éder Jofre começa a lutar no boxe brasileiro.
- 5 de julho de 1958: Maria Esther Bueno conquista o primeiro título do torneio de tênis de Wimbledon.[4]
- 31 de janeiro de 1959: A Seleção Brasileira conquista o primeiro título do Campeonato Mundial de Basquetebol no Chile.
- 18 de novembro de 1960: Éder Jofre torna-se o campeão mundial dos pesos-galo da Associação Mundial de Boxe (AMB).
- 20 de abril a 5 de maio de 1963: A quarta edição dos Jogos Pan-americanos é realizada em São Paulo.
- 10 de setembro de 1972: Emerson Fittipaldi conquista o primeiro título do Campeonato de Fórmula 1.
- 5 de maio de 1973: Éder Jofre torna-se o campeão mundial dos pesos-pena pelo Conselho Mundial de Boxe (CMB).
- 17 de junho de 1974: O boxeador Éder Jofre despede da sua carreira.
- 6 de outubro de 1974: Emerson Fittipaldi conquista o segundo título do Campeonato de Fórmula 1.
- 15 de outubro de 1975: João Carlos de Oliveira atinge a marca de 17,89 metros no salto triplo, bate o recorde mundial e ganha uma medalha de ouro durante o Jogos Pan-americanos da Cidade do México.[5]
- 2 de dezembro de 1977: A Confederação Brasileira de Atletismo é fundada.
- 17 de outubro de 1981: Nelson Piquet, piloto, conquista o primeiro título do Campeonato de Fórmula 1.
- 15 de outubro de 1983: Nelson Piquet conquista o segundo título do Campeonato de Fórmula 1.
- 6 de agosto de 1984: Joaquim Cruz conquista a medalha de ouro na prova de 800 metros dos Jogos Olímpicos de Los Angeles.
- 30 de outubro de 1987: Nelson Piquet conquista o terceiro título do Campeonato de Fórmula 1.
- 30 de outubro de 1988: O piloto Ayrton Senna, da equipe McLaren, vence o GP do Japão e conquista o primeiro título do Campeonato de Fórmula 1.
- 21 de outubro de 1990: Ayrton Senna, da equipe McLaren, conquista o segundo título do Campeonato de Fórmula 1 após se envolver em acidente com o piloto francês Alain Prost no GP do Japão.
- 20 de outubro de 1991: Ayrton Senna chega em segundo lugar no GP do Japão e conquista o terceiro título do Campeonato de Fórmula 1.
- 9 de agosto de 1992: A Seleção Brasileira de Voleibol Masculino conquista a medalha de ouro dos Jogos Olímpicos de Verão, vencida a Seleção dos Países Baixos por 3 a 0 sets.
- 8 de junho de 1997: Gustavo Kuerten torna-se o campeão do Grand Slam de Roland-Garros, na França.
- 11 de junho de 2000: Gustavo Kuerten torna-se o bicampeão do Grand Slam de Roland-Garros, na França.
- 10 de junho de 2001: Gustavo Kuerten torna-se o tricampeão do Grand Slam de Roland-Garros, na França.
- 13 de julho a 29 de julho de 2007: A décima-quinta edição dos Jogos Pan-americanos é realizada no Rio de Janeiro.
- 16 de agosto de 2008: César Cielo torna-se o campeão olímpico dos 50 metros livre nos Jogos Olímpicos de Pequim.
- 23 de agosto de 2008: A Seleção Brasileira de Voleibol Feminino conquista a medalha de ouro dos Jogos Olímpicos de Verão, vencida a Seleção Estaduniense por 3 a 1 sets. Maureen Maggi torna-se a primeira atleta a ganhar uma medalha de ouro olímpica na prova de salto em comprimento feminino dos Jogos Olímpicos de Pequim.
- 30 de julho de 2009: Na final dos 100 metros livres, César Cielo conquista a primeira medalha de ouro vencendo o campeão olímpico Alain Bernard e batendo o recorde mundial da prova com 46s91, no Campeonato Mundial de Esportes Aquáticos, em Roma, Itália.
- 1 de agosto de 2009: Na final dos 50 metros livres, César Cielo vence o recordista mundial Frederick Bousquet e conquista a segunda medalha de ouro com 21s08, batendo o recorde da competição e o sul-americano, no Campeonato Mundial de Esportes Aquáticos, em Roma, Itália.
- 2 de outubro de 2009: O Rio de Janeiro é escolhido como cidade-sede Jogos Olímpicos de 2016 pelo Comitê Olímpico Internacional (COI), tornando-se a primeira cidade da América do Sul a sediar os Jogos Olímpicos.